# Michael Hepburn
Michael Hepburn (ur. 17 sierpnia 1991 w Brisbane) – australijski kolarz torowy i szosowy, zawodnik należącej do dywizji UCI WorldTeams drużyny Mitchelton-Scott. Wicemistrz olimpijski oraz wielokrotny medalista torowych mistrzostw świata.

## Kariera
Pierwszy sukces w karierze Michael Hepburn osiągnął w 2009 roku, kiedy zdobył złoty medal w indywidualnym wyścigu na dochodzenie podczas torowych mistrzostw świata juniorów. Na rozgrywanych rok później torowych mistrzostwach świata w Kopenhadze wspólnie z Jackiem Bobridge’em, Cameronem Meyerem i Rohanem Dennisem zdobył złoto w drużynowym wyścigu na dochodzenie. W tym samym roku brał także udział w igrzyskach Wspólnoty Narodów w Nowym Delhi, gdzie był najlepszy w drużynie oraz trzeci indywidualnie. W 2011 roku zdobył trzy medale na międzynarodowych imprezach: podczas torowych mistrzostw świata w Apeldoorn ponownie był najlepszy w drużynie i trzeci indywidualnie (za Bobridge’em i Jesse Sergentem z Nowej Zelandii), a na szosowych mistrzostwach świata w Kopenhadze był trzeci w indywidualnej jeździe na czas w kategorii U-23 (wyprzedzili go tylko rodak Luke Durbridge i Duńczyk Rasmus Quaade). W 2012 roku brał udział w mistrzostwach świata w Melbourne, gdzie drużyna australijska była tym razem druga, ale indywidualnie Hepburn był najlepszy. Parę miesięcy później wystąpił na igrzyskach olimpijskich w Londynie razem z Bobridge’em, Glenem O’Shea i Dennisem zajmując drużynowo drugą pozycję. Kolejne dwa medale zdobył podczas torowych mistrzostw świata w Mińsku w 2013 roku. W indywidualnym wyścigu na dochodzenie zwyciężył, bezpośrednio wyprzedzając Irlandczyka Martyna Irvine’a i Stefana Künga ze Szwajcarii. Na tej samej imprezie w drużynowym wyścigu na dochodzenie reprezentacja Australii w składzie: Glenn O’Shea, Alexander Edmondson, Michael Hepburn i Alexander Morgan była najlepsza. W 2012 dołączył do zespołu GreenEdge Cycling.

## Najważniejsze zwycięstwa i sukcesy

### kolarstwo torowe
2010
- 1. miejsce w mistrzostwach świata (wyścig druż. na dochodzenie)
- 1. miejsce w mistrzostwach Australii (omnium)
- 3. miejsce w Igrzyskach Wspólnoty Narodów (wyścig ind. na dochodzenie)
- 1. miejsce w Igrzyskach Wspólnoty Narodów (wyścig druz. na dochodzenie)

2011
- 1. miejsce w mistrzostwach świata (wyścig druż. na dochodzenie)
- 3. miejsce w mistrzostwach świata (wyścig ind. na dochodzenie)

2012
- 1. miejsce w mistrzostwach świata (wyścig ind. na dochodzenie)
- 2. miejsce w mistrzostwach świata (wyścig druż. na dochodzenie)
- 2. miejsce w igrzyskach olimpijskich  (wyścig druż. na dochodzenie)
- 1. miejsce w mistrzostwach Australii (wyścig ind. na dochodzenie)

2013
- 1. miejsce w mistrzostwach świata (wyścig ind. na dochodzenie)
- 1. miejsce w mistrzostwach świata (wyścig druż. na dochodzenie)
- 1. miejsce w mistrzostwach Australii (wyścig ind. na dochodzenie)

2016
- 1. miejsce w mistrzostwach świata (wyścig druż. na dochodzenie)

### kolarstwo szosowe
2010
- 1. miejsce w mistrzostwach Australii do lat 23 (start wspólny)
- 1. miejsce na 1. etapie Internationale Thüringen-Rundfahrt U23
- 3. miejsce w Rogaland GP

2011
- 1. miejsce na prologu i 4. etapie Tour de l’Avenir
- 3. miejsce w mistrzostwach świata (do lat 23, jazda ind. na czas)
- 1. miejsce na 2. etapie Glava Tour of Norway
- 1. miejsce na 2. etapie Internationale Thüringen-Rundfahrt U23
- 2. miejsce w Gran Premio della Liberazione

2013
- 2. miejsce w mistrzostwach świata (jazda druż. na czas)

2014
- 1. miejsce na 3. etapie Tour of Qatar
- 2. miejsce w mistrzostwach świata (jazda druż. na czas)
- 1. miejsce w mistrzostwach Australii (jazda ind. na czas)

2015
- 1. miejsce w mistrzostwach Oceanii (jazda ind. na czas)

2016
- 3. miejsce w mistrzostwach świata (jazda druż. na czas)